# Jöna Aigouy
Jöna Aigouy, född 19 april 1999 i Rodez, är en fransk friidrottare som tävlar i spjutkastning.
Aigouy har blivit fransk mästare i spjutkastning två gånger (2021 och 2023).

## Karriär
Vid European Youth Olympic Festival 2015 i Tbilisi tog Aigouy silver efter ett kast på 54,70 meter med 500 grams spjutet. 2018 tävlade hon vid junior-VM i Tammerfors, men gick inte vidare från kvalomgången. 
Vid franska mästerskapen 2020 i Albi tog Aigouy silver efter ett spjutkast på 56,09 meter och besegrades endast av Alexie Alaïs. Vid franska mästerskapen 2021 i Angers blev hon sedan som 22-åring fransk mästare efter ett kast på 56,64 meter. Vid U23-EM 2021 i Tallinn tog Aigouy brons efter ett kast på 55,82 meter.
I maj 2022 råkade Aigouy ut för en korsbandsskada i vänster knä. Efter en lång rehabiliteringsperiod återvände hon till tävlandet i april 2023 vid en tävling på Réunion. Vid franska mästerskapen 2023 i Albi förbättrade Aigouy sitt personbästa till 58,12 meter och blev fransk mästare för andra gången.

## Tävlingar

### Internationella
| År                     | Tävling                         | Plats                  | Placering              | Gren                   | Distans                |
| Tävlande för Frankrike | Tävlande för Frankrike          | Tävlande för Frankrike | Tävlande för Frankrike | Tävlande för Frankrike | Tävlande för Frankrike |
| ---------------------- | ------------------------------- | ---------------------- | ---------------------- | ---------------------- | ---------------------- |
| 2015                   | European Youth Olympic Festival | Tbilisi                | 2:a                    | Spjutkastning (500 g)  | 54,70 m                |
| 2018                   | Juniorvärldsmästerskapen        | Tammerfors             | 16:e (kval)            | Spjutkastning          | 48,67 m                |
| 2021                   | U23-europamästerskapen          | Tallinn                | 3:e                    | Spjutkastning          | 55,82 m                |

### Nationella
| År   | Tävling              | Plats  | Placering | Gren          | Distans |
| ---- | -------------------- | ------ | --------- | ------------- | ------- |
| 2020 | Franska mästerskapen | Albi   | 2:a       | Spjutkastning | 56,09 m |
| 2021 | Franska mästerskapen | Angers | 1:a       | Spjutkastning | 56,64 m |
| 2023 | Franska mästerskapen | Albi   | 1:a       | Spjutkastning | 58,12 m |

## Personliga rekord
- Spjutkastning – 58,12 m (Albi, 30 juli 2023)[14]